# 임원후
임원후(任元厚, 1089년 ~ 1156년)는 고려 시대의 문신이다. 임의(任懿)의 아들로, 고려 제17대 왕 인종의 왕비인 공예왕후 임씨의 아버지이다.
아버지는 임의로, 처음 이름은 임원개(任元凱)이다. 과거에 급제한 후 여러 벼슬을 거쳐 전중내급사가 되었으며 합천군수로 나갔다가 개성부윤으로 부임하였는데 부임지마다 근무 성적이 좋았다. 그의 딸이 고려 인종의 왕비가 된 후 예빈시소경 어사 잡단이 되었다가 참지정사로 승진하였고 동지추밀원사가 되었다.
묘청과 백수한이 대중을 유혹하자 임원후는 묘청과 백수한 등을 처단하여 화의 싹을 잘라버려야 한다며 고려 인종에게 상소를 올렸으나 답이 없었다. 그 뒤 참지정사 판공부사가 되었다가 중서시랑 평장사로 승진하였다.
서경에서 묘청의 난이 발생하였을 때 임원후는 김부식과 중군수에 임명되었다가 얼마뒤 도성에 머물러서 왕을 보위하도록 하였다. 그 뒤 동덕좌리공신에 책봉되었고 개부의동삼사 검교 태부직에 올랐고, 판병부사가 되었다. 문하시랑 평장사에 임명되었을 때 최주에게 자리를 양보하였으나 인종은 허락하지 않았다.
판이부사로 있을 때는 관리를 선발하는 인사임명을 매우 공정하게 처리하였다. 그 뒤 수태보 판서경유수사로 부임했다.
외손자 의종이 즉위하자 문하시중에 임명되고 정안후(定安侯)의 작위를 받았으며 특별히 대우를 받아 조회할 때는 궁전 위에 올라서서 배례하는 특전을 받았는데, 간관들이 그에 대해 지나친 일이라고 비판하였다. 의종에 의해 선충안사좌리동덕공신에 책봉되고 삼중대광 개부의동삼사 수태위 상주국으로 승진 임명되었으며, 작위도 정안후에서 정안공으로 높여졌으며 식읍 2천호와 석실봉 6백호를 받았으며 관할 부를 설치하여 수령부(壽寧府)를 설치하고 그 부의 속료를 받도록 하였다. 68세로 사망하였다.
기상이 크고 도량이 깊었으며 풍채가 장엄하고 우중하였으며 경서와 역사에 통달하였다. 재상이 된 후에도 근검하고 청백하였으며 10년여 동안 부귀를 누렸다. 묘청의 말에 모두 미혹하였으나 임원후 만은 유독 묘청을 배격하여 따르지 않아 앞을 내다보는 능력에 탄복하였다고 한다.

## 가족
- 아버지 : 임의(任懿)
  - 동생 : 임원준(任元濬)
    - 장녀 : 공예왕후 임씨
    - 차녀 : 장흥 임씨
    - 장남 : 임극충(任克忠)
    - 차남 : 임극정(任克正)
    - 3남 : 임부(任溥)
    - 4남 : 임유(任濡)
    - 5남 : 임항(任沆)